# Montes de Bocelo
Los montes de Bocelo son una importante elevación ubicada en los municipios de Boimorto, Toques y Sobrado.

## Características
De su importancia ecológica habla el hecho de formar la divisoria entre las cuencas del río Ulla y el río Tambre. La máxima altitud es el pico del Pilar, cerca de Santa Eufemia del Monte, de 803 metros, el cual es también el punto más alto de la provincia de La Coruña. Su subsuelo es de mica negra y cuando aflora forma espectaculares bolos como a Pena da Moura.
Hay vestigios importantes de megalitismo, como el dolmen de Forno dos Mouros, así como de la cultura castreña (castro de la Graña). En sus inmediaciones se encuentra la laguna de Sobrado y la cascada del río Furelos. Muy cerca se encuentra también la iglesia de Santo Antolín de Toques, capilla de estilo prerrománico, en un paraje de notable belleza. No cuenta con ninguna figura de protección.